# Casa de Davi, Casa de Oração
Casa de Davi, Casa de Oração é o segundo álbum ao vivo do cantor Kleber Lucas, sendo seu sexto trabalho lançado em 2005 pela gravadora MK Publicitá. Sua sonoridade mescla o canto congregacional com o pop rock. Há também um coral de 75 vozes, composto por pessoas de várias igrejas evangélicas. Por vender mais de 125.000 cópias, o trabalho foi certificado com disco de Platina.

## Faixas
| N.º            | Título                         | Compositor(es)                  | Duração |  |
| 1.             | "Rio de Vida"                  | Kleber Lucas e David Quinlan    | 04:27   |  |
| 2.             | "O Melhor Está por Vir"        | Kleber Lucas                    | 04:59   |  |
| 3.             | "Casa de Davi, Casa de Oração" | Kleber Lucas                    | 03:51   |  |
| 4.             | "Santidade"                    | Kleber Lucas                    | 05:49   |  |
| 5.             | "Te Agradeço"                  | Kleber Lucas                    | 04:50   |  |
| 6.             | "É Tempo"                      | Kleber Lucas e Léa Mendonça     | 04:31   |  |
| 7.             | "Alegria do Senhor"            | Kleber Lucas                    | 04:16   |  |
| 8.             | "Perto de Deus"                | Kleber Lucas e Val Martins      | 04:18   |  |
| 9.             | "Quando Te Encontro"           | Kleber Lucas e Alda Célia       | 03:37   |  |
| 10.            | "Como Ele nos Amou"            | Kleber Lucas                    | 04:18   |  |
| 11.            | "Tempo de Deus"                | Kleber Lucas                    | 05:00   |  |
| 12.            | "Perdoado"                     | Kleber Lucas                    | 03:43   |  |
| 13.            | "Eu Quero Ser Santo"           | Kleber Lucas e Emerson Pinheiro | 04:11   |  |
| 14.            | "Corro pra Você"               | Kleber Lucas e Genésio de Souza | 04:29   |  |
| 15.            | "Doxologia"                    | DP                              | 04:48   |  |
| Duração total: | Duração total:                 | Duração total:                  | 1:04:27 |  |

## Ficha Técnica
- Gravado no KLC Studio
- Gravação ao vivo: Centro de Adoração com Propósito (com um coral de 75 vozes)
- Técnicos de gravação: Val Martins, Geidson Eller e Everson Dias
- Assistente de gravação: Rafael Melo
- Mixagem: Val Martins
- Masterização: Toney Fontes e Val Martins (KLC Studio)
- Supervisão técnica: Val Martins
- Produção musical: Kleber Lucas

Músicos Participantes
- Arranjos nas faixas 4, 7, 8 e 12: Val Martins
- Arranjos nas faixas 2, 5, 10 e 11: Emerson Pinheiro
- Arranjos nas faixas 3 e 9: Rogério Vieira
- Arranjos nas faixas 1 e 6: Tutuca Borba
- Arranjos nas faixas 13 e 14: Pr. Genésio de Souza
- Pianos, teclados, programações e cordas nas faixas 4, 7, 8 e 12: Val Martins
- Pianos, teclados, programações e cordas nas faixas 2, 5, 10 e 11: Emerson Pinheiro
- Pianos, teclados, programações e cordas nas faixas 3 e 9: Rogério Vieira
- Pianos, teclados, programações e cordas nas faixas 13, 14 e 15: Pr. Genésio de Souza
- Violões e guitarras nas faixas 1, 4, 6, 7, 8 e 12: Sérgio Knust
- Violões e guitarras nas faixas 2, 5, 10 e 11: Duda Andrade
- Violões e guitarras nas faixas 3, 9 e 13: André Santos
- Violão e guitarra na faixa "Corro Pra Você": Pr. Genésio de Souza
- Baixo nas faixas 4, 7, 8, 12, 13 e 14: Rogério dy Castro
- Baixo nas faixas 2, 5, 10 e 11: Marcus Salles
- Baixo nas faixas 3 e 9: Estevão
- Baixo nas faixas 1 e 6: Marcos Natto
- Bateria nas faixas 4, 7, 8, 12 e 14: Sérgio Melo
- Bateria nas faixas 2, 5, 10 e 11: Valmir Bessa
- Bateria nas faixas 3 e 9: Pingo
- Bateria nas faixas 1 e 6: Paulinho
- Bateria na faixa "Eu Quero Ser Santo": Wallace Cardozo
- Percussão nas faixas 4, 7, 8 e 12: Val Martins
- Percussão na faixa "Rio de Vida": Édson Quesada
- Sax alto, barítono e soprano nas faixas 7, 12, 13 e 15: Zé Canuto
- Trompete e flugel nas faixas 7, 12 e 13: Jessé Sadoc
- Trombone nas faixas 7, 12 e 13: Aldivas Ayres
- Cordas nas faixas 1, 4, 6, 8 e 12: Tutuca Borba
- Back-vocal: Lilian Azevedo, Nádia Santolli, Betânia Lima, Roberta Lima, Valéria Lima, Josy Bonfim, Joelma Bonfim, Grace Oliveira, Rosana Olicar, Marquinhos Meys, Val Martins, Jairo Bonfim, Wilian Nascimento, Wagner Mocasy, Ítalo Santos e Robson Olicar
- Fotos: Sérgio Menezes
- Criação de capa: MK Publicitá

## Clipes
- Casa de Davi, Casa de Oração